# Scott McGregor (acteur)
Scott McGregor (Albury, New South Wales, 9 april 1981) is een Australisch acteur, model en televisiepresentator.

## Biografie
Nadat hij een aantal keer opdook in tv-programma's en reclamespots begon hij in 2008 en 2009 met kleine gastrollen in tv-series. In 2010 werd hij gecast voor een rol in de serie Neighbours voor zijn rol van politieagent Mark Brennan. Aanvankelijk had hij een contract voor een half jaar, maar dit werd verlengd tot één jaar. In april 2011 verliet hij de serie om andere projecten na te streven. In mei 2013 maakte hij een kort terugkeer en in februari 2014 werd hij een vast deel van de cast. In oktober 2019 verliet hij de serie opnieuw omdat hij voor de tweede keer vader werd. Hij sloot niet uit dat hij later terug zou keren om zijn rol op te nemen. In april 2020 maakte hij een gastoptreden voor de 35ste verjaardag van de serie.

## Privé-leven
McGregor trouwde in januari 2019 met zijn partner Bianka Voigt waarmee hij in 2017 al een dochter gekregen had .In januari 2020 kregen ze een zoon.